# DR-Baureihe E 80
Die Baureihe E 80 war eine elektrische Rangierlokomotive der Deutschen Reichsbahn und später der Deutschen Bundesbahn.

## Geschichte
In den 1920er Jahren wurden die Strecken rund um München durch die Reichsbahn elektrifiziert. Für den Rangierdienst stand die leistungsfähige Baureihe E 60 zur Verfügung. Jedoch waren bei weitem nicht alle Gleise mit Fahrleitung überspannt, zahlreiche Zugabstellgleise, beispielsweise im Holzkirchener Bahnhof, und dem Güterverkehr dienende Gleisanlagen und Ladegleise zum Beispiel im Bereich des Südbahnhofs waren ohne Oberleitung geblieben. Um dennoch auf den Dampfbetrieb und die dafür erforderlichen Behandlungsanlagen im Raum München verzichten zu können, konzipierte die Reichsbahn eine neuartige Bauweise für Rangierlokomotiven.
Die neue Rangierlok sollte ihre Antriebsenergie entweder aus der Oberleitung oder aus eingebauten Akkumulatorenbatterien beziehen. Der Antrieb sollte durch Gleichstrommotoren in Tatzlageranordnung erfolgen. Bei Betrieb unter Oberleitung sollten die Motoren über Transformator und Gleichrichter versorgt und gleichzeitig die Akkus aufgeladen werden. Um auch weniger tragfähige Gleise befahren zu können, sollte die Achslast auf 17 Tonnen begrenzt werden; das bedingte, zusammen mit dem hohen Gewicht der Akkus, eine sechsachsige Bauart.
Die Reichsbahn bestellte 1928 fünf Exemplare der Baureihe E 80. Der mechanische Teil wurde von Maffei und der elektrische Teil von SSW hergestellt. Bei den beiden dreiachsigen Drehgestellen wurden jeweils die beiden äußeren Achsen angetrieben, die mittleren Achsen wurden als Laufachsen ausgeführt. Die Drehgestelle trugen einen durchgehenden Brückenträger, auf dem das mittlere Führerhaus mit dem Geräteraum und zwei niedrigere Vorbauten angeordnet waren. Dadurch ergab sich die typische Krokodilsilhouette ähnlich der E 93 und E 94, wenn auch die Bauweise eine andere war. In den Vorbauten waren die Batterien untergebracht. Für den Abzug der bei der Ladung entstehenden Gase trugen die Vorbauten in der Mitte Lüftungskanäle über die gesamte Länge. Um die notwendigen Wartungsarbeiten an den Batterien zu erleichtern, ließ sich der vordere Teil der Abdeckungen der Vorbauten nach vorne schieben und nach unten klappen; der hintere Teil der Abdeckung konnte dann über die ganze Länge des Vorbaus verschoben werden. Das Führerhaus verfügte über zwei Führerstände, zwischen denen sich der Geräteraum mit dem Transformator und den zwei Quecksilberdampfgleichrichtern befand. Der Trafo war mit 400 kVA bei 248 kW Stundenleistung so dimensioniert, dass genügend Leistung zum Laden der Akkus zur Verfügung stand; gleiches galt für die Gleichrichter.
Das Dach des Führerhauses trug einen Stromabnehmer in Sonderausführung; dieser hatte zwei Schleifstücke, die mit einem Abstand von 1,20 Meter angebracht waren. Die beiden Schleifstücke dienten der Überbrückung von Trennstellen, die es bei der damaligen Bauweise der Oberleitungen gab (Quecksilberdampfgleichrichter löschen bei Stromunterbrechung und müssen neu gezündet werden).
Die Industrie lieferte die neuen Loks von April bis Oktober 1930 an das Bw München Hbf, wo sie in Betrieb gesetzt wurden. Die Maschinen wurden für Rangierarbeiten im Raum München und auch vor Nahgüterzügen und Zustellungen eingesetzt. Zunächst kamen sie im Rangierbetrieb vor allem im Bw München Hbf, im Bahnhof München Süd und im Milchladehof an der Hackerbrücke zum Einsatz. Instandgehalten wurden die Rangierloks im mechanischen Teil im Ausbesserungswerk München-Freimann. Die Batterien und Gleichrichter wurden im Ausbesserungswerk Neuaubing unterhalten, womit die Baureihe E 80 die einzige Lokomotivbaureihe im Unterhaltungsbestand von Neuaubing darstellte. Als Schwachpunkt erwiesen sich die Quecksilberdampfgleichrichter, es kam immer wieder zu Ausfällen. Deshalb wurde in E 80 01 versuchsweise ein Selen-Plattengleichrichter eingebaut. E 80 04 wurde bei einem Bombenangriff im Februar 1944 zerstört. Nach dem Krieg waren nur E 80 01 und 03 einsatzfähig, E 80 02 und 05 wurden erst nach Behebung der Kriegsschäden 1953 wieder eingesetzt. Im gleichen Jahr erhielten alle E 80 Standard-Stromabnehmer, nachdem die Trennstellen des Oberleitungsnetzes unterbrechungsfrei ausgerüstet worden waren.
In den letzten Jahren wurden die Lokomotiven für Rangierarbeiten im Bw München Hbf und im Betriebsbahnhof München-Pasing eingesetzt. E 80 02 wurde nach einem Unfall 1957 abgestellt und 1959 ausgemustert. Die Verfügbarkeit von modernen Rangierlokomotiven der Baureihe V 60 führte 1959 auch zur Abstellung von E 80 03 und 05. E 80 01 wurde 1957 zur Erprobung im praktischen Bahnbetrieb mit einem damals neuartigen Siliziumgleichrichter, zusätzlicher Belüftung der Fahrmotoren und einem stärkeren Trafo ausgerüstet. Die dabei gewonnenen Erfahrungen sollten in den Bau der ersten DB-Mehrsystemloks der Baureihe E 320 einfließen. Sie versah ihren Dienst noch bis Juni 1961.
Es blieb keine dieser technisch interessanten Lokomotiven erhalten.